# Siergiej Taboricki
Siergiej Władimirowicz Taboricki (ros. Сергей Владимирович Таборицкий; ur. 31 lipca?/12 sierpnia 1897 w Petersburgu, zm. 16 października 1980 w Limburg an der Lahn) – rosyjski nacjonalista i monarchista, zabójca Władimira Nabokowa, wraz z Piotrem Szabielskim-Borkiem. Od 1936 do 1945 był zastępcą Biura ds. Uchodźców Rosyjskich w Niemczech, po 1942 członek partii nazistowskiej współpracujący z Gestapo.

## Życiorys

### Wczesne lata
Siergiej i jego młodszy brat, Nikołaj Taboricki byli nieślubnymi dziećmi ochrzczonej żydowskiej krawcowej i właścicielki sklepu z modą Anny Władimirownej oraz jej konkubenta Siergieja Aleksandrowicza Zapiewałowa (który zerwał z nią w 1901 roku). Obaj bracia byli wychowywani w wierze prawosławnej. Ojcem chrzestnym Taborickiego był przyszły prokurator, Władimir Sabler. Bracia nosili nazwisko pierwszego męża matki, również żyda, kupca z Oszmiany Wolfa Ajzikowicza Taborickiego, który wyjechał z kraju na długo przed urodzeniem się obojga, w 1887 roku. Według dokumentów uważano ich za dzieci Wolfa Ajzikowicza, ponieważ pierwszy rozwód ich matki miał miejsce dopiero w 1899 roku. Matka została drugim kupcem cechu i poślubiła szlachcica Marasanowa, przyjmując jego nazwisko.
Anna Marasonowa zmarła 14 marca 1914 we Francji, rok później po śmierci matki bracia bezskutecznie próbowali dotrzeć do Petersburskiego Duchownego Konsystorzu z prośbą o uznanie ich za dzieci „rosyjskiej twarzy prawosławnej” i pozbycie się „znamienia Kaina” powołując się na ich religijność oraz sentyment do monarchii. W 1915 ukończył Realschule Gurewicza.
Późniejsze opowieści Taborickiego na temat jego udziału w I wojnie światowej walcząc pod dowództwem Michała Romanowa w składzie Kaukaskiego Krajowego Korpusu Kawaleryjskiego nie mogą być uznane za wiarygodne jako iż udokumentowanych informacji o jego działalności w latach 1915–1919 nie odnaleziono. Jednakże według niektórych raportów był asystentem komisarza Dumy Państwowej i zastępcą Jerzego Dieriugina. Po rewolucji lutowej przybywał na Ukrainie, skąd później wyjechał do Niemiec. W Kijowie, w petluryckim więzieniu, zapoznał się z monarchistą Piotrem Nikiforowiczem Popowem (który nazywał samego siebie „Szabielskim-Borkiem”), z którym następnie komunikował się na wygnaniu.

### Emigracja
Na początku, Taboricki żył w Berlinie, później w Meklemburgu, a od stycznia do marca 1922 w Monachium. W tym okresie prowadził działalność redakcyjną w czasopiśmie Łucz, w którym publikował on swoje wiersze. Przed zamachem na Pawła Milukowa pracował jako maszynopisarz. Wiadomo, że z powodów ideologicznych odmówił przyjęcia zleceń ze Związku Radzieckiego. W 1921 roku, przypadkowo spotkał na ulicy w Berlinie byłego polityka Dumy Państwowej, Aleksandra Guczkowa, Taboricki zaatakował go i pobił parasolem, przez co spędził kilka dni w miejscowym więzieniu.

### Próba zamachu na Milukowa
Razem z Szabuelskim-Borkiem Taboricki uczestniczył w przygotowaniach do próby zamachu na Pawła Milukowa. Aby to osiągnąć, udali się oni z Monachium do Berlina. Podczas wykładu Milukowa, Taboricki otworzył ogień. Kiedy Władimir Dmitrijewicz Nabokow rzucił się na Szabielskiego, uderzając go w ramię, w którym trzymał rewolwer, Taboricki strzelił trzy razy z bliskiej odległości w Nabokowa. Nabokow umarł natychmiastowo przez strzał w serce. Po tym wydarzeniu Taboricki podszedł do szafy i zabierając swoje ubranie, podszedł do drzwi wyjściowych, ale jakaś kobieta zawołała „Oto zabójca!” i został zatrzymany przez tłum.
Oprócz samego Nabokowa, który zginął na miejscu podczas próby masowej strzelaniny, rannych zostało 9 osób, w tym przewodniczący berlińskiej grupy Kadetów, L. E. Jeliaszew oraz jeden z redaktorów gazety „Rul”, Awgust Kaminka. Badania lekarskie wykazały, że zarówno Szabielski-Bork jak i Taboricki od dawna zażywali narkotyki, których dużą dawkę przyjęli w dniu zamachu. Proces próby zamachu na Milukowa odbył się w dniach 3–7 lipca 1922 roku w berlińskim Sądzie Karnym w Moabit. Sąd skazał Taborickiego na 14 lat ciężkiej pracy za współudział w próbie i celowe zadawanie Nabokowowi poważnych ran, które spowodowały jego śmierć. Jednak już wiosną 1927 roku został zwolniony na mocy amnestii.

### Aktywność podczas rządów nazistów
Od maja 1936 Taboricki był zastępcą Generała Wasilija Biskupskiego w utworzonym przez nazistów Biurze ds. Uchodźców Rosyjskich w Niemczech (Vertrauensstelle für russische Flüchtlinge in Deutschland). Do obowiązków Taborickiego należało prowadzenie archiwum rosyjskiej emigracji i polityczny monitoring jej nastrojów. Po wybuchu wojny ze Związkiem Radzieckim, kierował rekrutacją tłumaczy Wehrmachtu wśród rosyjskich emigrantów. Działalność Taborickiego była prowadzona w bliskim kontakcie z Gestapo. Gleb Rahr opisywał go tymi słowami: „Oschły, szczupły, dosadny, pomarszczony, lekko osłabiony i blady”.
W kwietniu 1937 roku Taboricki ożenił się z Elisabeth von Knorre, wnuczką astronoma Karla Friedricha Knorre, który był członkiem NSDAP od 1931 roku. Po wielu prośbach (włączając prośby do samego Goebbelsa) i odmowach, otrzymał on obywatelstwo niemieckie (w 1938 roku) oraz wstąpił do NSDAP (w 1942 roku). Ukrywał on żydowskie pochodzenie jego matki i przepisywał jej niemieckie korzenie, a fikcyjnemu ojcu „Władimirowi Wasiljewiczowi Taborickiemu” przypisywał status szlachecki. Taboricki, udając szlacheckie pochodzenie, używał niemieckiego nazwiska z „von” (von Taboritzki). Twierdził, że zamach na „przywódcę żydowskiej demokracji” i „nienawidzącego Niemiec” Milukowa, za który odbywał karę kryminalną, był wyczynem dla jego nowej ojczyzny. Podkreślił, że po raz pierwszy ogłosił Protokoły Mędrców Syjonu w Niemczech i był dumny ze swoich prześladowań przez Żydów i „lewicowców”. W 1939 r. utworzył Narodową Organizację Młodzieży Rosyjskiej (NOMR). Organizacja ta znajdowała się pod bezpośrednią kontrolą SS. Była podobna do niemieckiej organizacji Hitlerjugend, której była podporządkowana.
W ostatnich dniach wojny Taboricki uciekł z Berlina, mieszkając później w Limburg an der Lahn. Od czasu do czasu publikował w brazylijskim monarchistycznym czasopiśmie Władimirskij Wiestnik. Zmarł 16 października 1980 roku.